# Болезнь Вольмана
Болезнь Вольмана (синдром Вольмана, дефицит лизосомной кислой липазы) —  (LAL-D, ДЛКЛ) – это редкое аутосомно-рецессивное заболевание лизосомального накопления, вызванное повреждающими мутациями гена LIPA. Возраст начала заболевания и темпы его прогрессирования в значительной степени вариабельны и могут быть связаны с природой, лежащих в основе мутаций. Заболевание у пациентов грудного возраста имеет наиболее быстро прогрессирующее течение с развитием проявлений и симптомов в первые недели жизни; эти пациенты редко доживают до возраста, превышающего 6 месяцев. У детей старшего возраста и взрослых заболевание обычно характеризуется определенным сочетанием дислипидемии, гепатомегалии, повышением уровня трансаминаз и микровезикулярным стеатозом в биопсийном материале. У большей части пациентов наблюдается повреждение печени с исходом в фиброз, цирроз и печеночную недостаточность. Частыми изменениями являются повышение уровней холестерина липопротеинов низкой плотности и снижение уровней холестерина липопротеинов высокой плотности. Начиная с детского возраста, могут проявляться и нарушения со стороны сердечно-сосудистой системы. Учитывая, что эти клинические проявления могут наблюдаться и при других сердечно-сосудистых нарушениях, заболеваниях печени и метаболических расстройствах, неудивительно, что LAL-D часто не диагностируется в клинической практике.

## Эпоним
В 1956 году Абрамов (A. Abramov), Шорр (S. Schorr) и Вольман (M. Wolman) описали данное наследственное заболевание у ребёнка, который родился от близкородственного брака. Болезнь получила название в честь невролога Moshe Wolman (1914—2009).

## Эпидемиология
Болезнь Вольмана является редким наследственным заболеванием — распространённость по разным источникам может колебаться от 1:40000 до 1:300000. Исследование Scott определяет частоту 1:130 000.

## Патогенез
В норме нейтральные жиры (эфиры холестерина и, в меньшей степени, триглицериды), Попавшие в лизосому путём рецептор-опосредованного эндоцитоза,  под воздействием ЛКЛ распадаются до свободного холестерина и жирных кислот. Эти липиды и их окисленные производные вступают во взаимодействие с факторами транскрипции (стериновым регуляторным элементом связывания белков [СРЭСБ]), которые непосредственно модулируют экспрессию генов, вовлечённых в синтез и захват холестерина, а также липогенез.
При отсутствии или снижении активности ЛКЛ эфиры холестерина и триглицериды не распадаются и накапливаются в лизосомах. Недостаток свободного холестерина в клетке приводит к СРЭСБ-опосредованной стимуляции эндогенного синтеза холестерина, ингибированию гидроксиметилглутарил-коэнзим А  (ГМГ-КоА) редуктазой и эндоцитоза посредством рецепторов ЛПНП. Параллельно с этим увеличивается синтез аполипопротеина В (АпоВ) и значительно повышается образование холестерина, липопротеинов очень низкой плотности (ЛПОНП). Увеличение экспрессии ГМГ-КоА редуктазы является первичным результатом СРЭСБ -2-опосредованного внутриклеточного уменьшения холестерина, приводя к увеличению уровня свободного холестерина.
Влияние какого-либо увеличения уровня свободного холестерина, обусловленного стимулированием ГМГ-КоА редуктазы при ЛКЛ-D, изучено недостаточно, однако это может вызвать ингибирование активности рецепторов ЛПНП по механизму обратной связи с уменьшением клиренса холестерина ЛПНП из кровотока.
У пациентов с ДЛКЛ, обычно, имеет место дислипидемия с повышенным уровнем общего холестерина в сыворотке крови, высоким уровнем холестерина ЛПНП, низким уровнем холестерина липопротеинов высокой плотности (ЛПВП), а также возможным повышением уровня триглицеридов. Повышение уровня общего холестерина и триглицеридов связано с накоплением в плазме крови АпоВ-содержащих липопротеинов, таких как холестерин ЛПОНП и холестерин ЛПНП.
При ДЛКЛ накопление эфиров холестерина в лизосомах и, как следствие, уменьшение внутриклеточного содержания свободного холестерина приводит к: 1) снижению образования оксистерина и последующему подавлению активации экспрессии аденозинтрифосфат-связывающегося кассетного транспортера A1 (ABCA1). ABCA1; и 2) уменьшению количества холестерина в субклеточных образованиях и в плазматической мембране, доступного для ABCA1-опосредованного переноса на внеклеточный обедненный липидами аполипопротеин A1. Данное явление является ключевым в формировании частиц α-ЛПВП.

## Наследование

Аутосомно-рецессивный механизм наследования болезни Вольмана: оба родителя являются носителями дефектного гена (помечен красным кружочком). По законам Менделя вероятность того, что дети будут носителями мутантного гена (как их родители), — 50 %, вероятность рождения ребёнка без мутации — 25 %, вероятность рождения больного ребёнка — 25 %.

Болезнь Вольмана наследуется, как и подавляющее большинство лизосомных болезней накопления, по аутосомно-рецессивному типу наследования. Следовательно, с одинаковой частотой встречается как у мужчин, так и у женщин. Заболевание клинически манифестирует только в случае, когда обе аутосомы, полученные по одной от отца и матери, являются дефектными по гену LIPA (повреждение обеих копий гена, находящихся на гомологичных аутосомах 10q23.2-23.3).

## Классификация
Согласно Международной классификации болезней десятого пересмотра (МКБ-10), различают:
- E75 Нарушения обмена сфинголипидов и другие болезни накопления липидов.
  - E75.5 Другие нарушения накопления липидов. Церебротендинозный холестероз (ван Богарта—Шерера—Эпштейна), Болезнь Вольмана.

## Клиническая картина
Клинически дефицит лизосомной кислой липазы приводит к двум основным фенотипам: болезнь Вольмана (БВ), начинающаяся в младенческом возрасте (MIM 278000), и болезнь накопления эфиров холестерина (БНЭХ), начинающаяся в более позднем возрасте, которые были впервые описаны в 1956 г. и в 1963 г., соответственно. По мере увеличения возраста начала / диагностики заболевания его тяжесть снижается, а вариабельность фенотипических проявлений – возрастает.
Имеющиеся у пациентов проявления и симптомы дефицита кислой лизосомальной липазы (LAL-D, ДЛКЛ) могут значительно варьировать. Многие из наиболее распространенных клинических проявлений, в частности, дислипидемия, гепатомегалия и повреждение клеток печени (по данным повышения уровня трансаминаз в сыворотке крови с прогрессированием в фиброз и цирроз), совпадают с аналогичными проявлениями других сердечно-сосудистых заболеваний, заболеваний печени и метаболических расстройств, которые более распространены, чем ДЛКЛ.
У детей грудного возраста по сравнению с детьми старшего возраста и взрослыми ДЛКЛ, обычно, имеет более острое клиническое течение. В качестве первых регистрируемых проявлений часто выступают симптомы со стороны желудочно-кишечного тракта (рвота, диарея со стеатореей и вздутие живота), а также отставание в росте. Вздутие живота является отличительной чертой, обусловленной, в первую очередь, массивной гепатоспленомегалией. У приблизительно 50 % детей грудного возраста, а также у детей более старшего возраста при рентгенологическом исследовании в надпочечниках обнаруживаются характерные точечные очаги кальцификации. Также может наблюдаться анемия. Более поздние проявления связаны с полиорганной недостаточностью, в частности, с циррозом печени / печеночной недостаточностью, и включают в себя желтуху и кахексию [15]. Эффекты на центральную нервную систему наблюдаются нечасто, а выявляемые скорее связаны с недостаточным питанием и/или специфическим недостатком тех или иных питательных веществ, либо с осложнениями трансплантации костного мозга, чем непосредственно с ДЛКЛ.

## Лечение
Заместительная ферментная терапия для лечения болезни Вольмана разработана фармацевтической компанией Alexion (США), специализирующейся на орфанных заболеваниях. Для лечения этого заболевания компания предлагает препарат Kanuma™ (sebelipase alfa), являющийся рекомбинантной формой кислой липазы человека. В настоящее время (зима 2016) препарат зарегистрирован в США, Европе, Японии, Канаде. На территории РФ зарегистрирован препарат Канума (Себелипаза альфа) производства Алексион Юроп САС
.

## Прогноз
В зависимости от формы (времени начала заболевания). У детей грудного возраста быстро приводит к летальному исходу (в течение 12 месяцев). У детей и взрослых с ДЛКЛ на протяжении 3 лет после начала симптомов приблизительно в 50 % случаев наблюдается прогрессирование в фиброз, цирроз или возникает необходимость в проведении трансплантации печени. Введение в клиническую практику препарата себелипаза альфа (Канума) изменит ситуацию - все больные, получающие ферементозаместительную терапию возвращаются к нормальной жизни